# Wohn- und Wirtschaftsgebäude Paalweg 5
Das Wohn- und Wirtschaftsgebäude Paalweg 5 in Berne-Pfahlhausen stammt vom Anfang des 19. Jahrhunderts.
Aktuell (2023) wird es als Wohnhaus und Praxis genutzt.
Das Gebäude steht unter Denkmalschutz (siehe auch Liste der Baudenkmale in Berne).

## Geschichte
Das eingeschossige giebelständige Wohn- und Wirtschaftsgebäude als Zweiständer-Hallenhaus in Fachwerk mit Steinausfachungen, mit reetgedecktem Krüppelwalmdach mit neuerer Schleppgaube, Niedersachsengiebel und der Grooten Door stammt von um 1800.
Auf der Hofanlage stehen weitere nicht denkmalgeschützte Nebenanlagen.
Das Landesdenkmalamt befand: „… geschichtliche Bedeutung … als beispielhaftes um 1800 erbautes Fachwerkhallenhaus … .“